# Кастелло-д’Арджиле
Кастелло-д'Арджиле (итал. Castello d'Argile) —  коммуна в Италии, располагается в регионе Эмилия-Романья, в провинции Болонья.
Население составляет 6145 человек (2008 г.), плотность населения составляет 211 чел./км². Занимает площадь 29 км². Почтовый индекс — 40050. Телефонный код — 051.
Покровителем коммуны почитается святой апостол Пётр, празднование 29 июня.

## Демография
Динамика населения:

## Администрация коммуны
- Официальный сайт: https://web.archive.org/web/20030804140925/http://www.argile.provincia.bologna.it/